# 中央人民广播电台经典音乐广播
中央人民广播电台经典音乐广播（英語：CNR Golden Radio）是中央人民广播电台的一套以经典音乐为主的广播频率，2017年7月10日开播，前身为中央人民广播电台都市之声，全天播音20小时（4:55-次日凌晨1:05，星期二13:05-16:55检修），以直播卫星和新媒体等多种手段覆盖全中国，以调频101.8兆赫覆盖北京地区，主要播出交响乐、民族音乐、经典流行音乐和民歌以及合唱节目，在元旦当天会与音乐之声同步播出维也纳新年音乐会。

## 收听频率
- FM101.8MHz（北京地区）[2]

## 主要节目
| 节假日版 |                 |
| 5:00     | Classical Songs |
| 11:00    | 耳朵的旅行      |
| 14:00    | 中国民歌榜      |
| 16:00    | 地球寻声计划    |
| 17:00    | 时间的歌        |
| 21:00    | 当诗遇见歌      |
| 22:00    | 用音乐说晚安    |

| 星期一至五 |                        |  |
| 05:00      | 日出古典               |  |
| 08:00      | 她电台（上午版）       |  |
| 09:00      | 耳朵的旅行             |  |
| 12:00      | 梦剧院                 |  |
| 14:00      | 民歌走天下             |  |
| 16:00      | 时间的歌               |  |
| 18:00      | 她电台（下午版）       |  |
| 19:00      | Let's...Live--黑胶时刻 |  |
| 21:00      | 不眠古典               |  |
| 22:00      | 用音乐说晚安           |  |